# Плавание на летних Олимпийских играх 1956
Соревнования по плаванию на летних Олимпийских играх 1956 года проводились как среди мужчин, так и среди женщин. Впервые были проведены состязания по плаванию баттерфляем. Всего в соревнованиях участвовали 235 спортсменов из 33 стран.

## Общий медальный зачёт
| Место | Страна                          | Золото | Серебро | Бронза | Всего |
| ----- | ------------------------------- | ------ | ------- | ------ | ----- |
| 1     | Австралия                       | 8      | 4       | 2      | 14    |
| 2     | США                             | 2      | 4       | 5      | 11    |
| 3     | Япония                          | 1      | 4       | 0      | 5     |
| 4     | Великобритания                  | 1      | 0       | 1      | 2     |
| 4     | Объединённая германская команда | 1      | 0       | 1      | 2     |
| 6     | Венгрия                         | 0      | 1       | 1      | 2     |
| 7     | СССР                            | 0      | 0       | 2      | 2     |
| 8     | ЮАС                             | 0      | 0       | 1      | 1     |

## Медалисты

### Мужчины
| Дисциплина                      | Золото                                                                  | Серебро                                                      | Бронза                                                                          |
| ------------------------------- | ----------------------------------------------------------------------- | ------------------------------------------------------------ | ------------------------------------------------------------------------------- |
| 100 м вольным стилем            | Джон Хенрикс Австралия                                                  | Джон Девитт Австралия                                        | Гари Чэпмэн Австралия                                                           |
| 400 м вольным стилем            | Маррей Роуз Австралия                                                   | Цуёси Яманака Япония                                         | Джордж Брин США                                                                 |
| 1500 м вольным стилем           | Маррей Роуз Австралия                                                   | Цуёси Яманака Япония                                         | Джордж Брин США                                                                 |
| 100 м на спине                  | Дэвид Тейл Австралия                                                    | Джон Монктон Австралия                                       | Франк Маккинни США                                                              |
| 200 м брассом                   | Масару Фурукава Япония                                                  | Масахиро Ёсимура Япония                                      | Харис Юничев СССР                                                               |
| 200 м баттерфляем               | Вильям Йорзик США                                                       | Такаси Исимото Япония                                        | Дьёрдь Тумпек Венгрия                                                           |
| Эстафета 4×200 м вольным стилем | Австралия · Джон Девитт · Джон Хенрикс · Кевин О'Халлоран · Маррей Роуз | США · Ричард Ханли · Джордж Брин · Вильям Вулси · Форд Конно | СССР · Виталий Сорокин · Владимир Стружанов · Геннадий Николаев · Борис Никитин |

### Женщины
| Дисциплина                      | Золото                                                             | Серебро                                                          | Бронза                                                                  |
| ------------------------------- | ------------------------------------------------------------------ | ---------------------------------------------------------------- | ----------------------------------------------------------------------- |
| 100 м вольным стилем            | Дон Фрейзер Австралия                                              | Лоррэйн Крэпп Австралия                                          | Фейт Лич Австралия                                                      |
| 400 м вольным стилем            | Лоррэйн Крэпп Австралия                                            | Дон Фрейзер Австралия                                            | Сильвия Рууска США                                                      |
| 100 м на спине                  | Джуди Гринхэм Великобритания                                       | Карин Коун США                                                   | Маргарет Эдвардс Великобритания                                         |
| 200 м брассом                   | Урсула Хаппе Объединённая германская команда                       | Ева Секей Венгрия                                                | Эва-Мария тен Эльзен Объединённая германская команда                    |
| 100 м баттерфляем               | Шелли Манн США                                                     | Нэнси Рэми США                                                   | Мэри Сиэрс США                                                          |
| Эстафета 4×100 м вольным стилем | Австралия · Лоррэйн Крэпп · Дон Фрейзер · Фейт Лич · Сандра Морган | США · Сильвия Рууска · Шелли Манн · Нэнси Симонс · Джоан Розацца | ЮАС · Натали Майбёрг · Сьюзан Робертс · Мойра Эбернети · Жанетт Майбёрг |